# Тамим, Ахмед
Ахмед Тамим (араб. أحمد تميم‎, Aḥmad Tamīm; 1956) — украинский религиозный и общественный деятель ливанского происхождения. Основатель Духовного управления мусульман Украины, Муфтий Украины.

## Биография
Председатель Духовного управления мусульман Украины Муфтий Украины шейх Ахмед Тамим родился в 1956 году в Ливане. В 1976 году приехал на Украину, где обучался на факультете вычислительной техники Киевского политехнического института. Со второго курса начал работать ассистентом кафедры. Имеет высшее техническое образование. Закончил обучение с отличием. В 1982 году получил степень магистра по специальности «Микропроцессорные системы и локальные сети». Разработал программы для микропроцессорных систем, а также арабский шрифт для компьютера и принтера. Изучение исторического, диалектического материализма, научного коммунизма, побудило Ахмеда Тамима шире и глубже изучать свою религию. Является учеником исламского учёного шейха Абдуллаха аль-Харарий. После окончания учёбы, вернулся в Ливан, где познакомился со своей женой. Вместе с ней снова отправился в Киев. С момента провозглашения независимости Украины, мусульмане обратились с просьбой к уже обладающему к тому времени достаточной компетентностью в вопросах религии — Ахмеду Тамиму стать их главой — имамом. Видя необходимость объединения мусульман всей Украины, в 1992 году, будущий лидер ДУМУ, организовывает собрание из мусульман Киева, Харькова, Львова, Запорожья, Херсона, Донецка, Ивано-Франковска, Макеевки, на котором было учреждено Духовное управление мусульман Украины, а сам Ахмад Тамим, становится Верховным муфтием Украины (муфтий — авторитетный человек, который имеет право давать религиозные ответы на вопросы по Исламу), кем является и по сей день. В 1993 году инициирует создание Исламского университета где становится его президентом. Главная задача ДУМУ — распространение истинных знаний по Исламу, укрепление связей между мусульманскими обществами разных национальностей и противостояние экстремистским идеологическим течениям, выдающим себя за Исламские. Под руководством ДУМУ открываются и медиа — организации Islamic Media Ukraine и Islamic — Kids, Центр сертификации «Халяль», Первое исламское радио Mplus, общеобразовательная школа «Иршад» (1996). Научно-исследовательский Центр исследований и переводов, издательство «Аль-Иршад». ДУМУ имеет свой печатный орган — газету «Минарет». Шейх Ахмед Тамим является практикующим учителем по религии, регулярно даёт религиозные уроки, как публично, на YouTube-каналах, так и прихожанам Киевской соборной мечети — Ар-Рахма и мечетей других городов Украины.

## Межконфессиональная деятельность
Шейх Ахмед Тамим представляет Духовное управление мусульман Украины во Всеукраинском совете церквей и религиозных организаций (ВСЦиРО), образованной в 1996 году как консультативный орган при президенте Украины. Является одним из её соучредителей. ВСЦиРО на сегодняшний день является одним из основных механизмов реализации государственно — конфессиональных отношений. Во второй половине 2017 года шейх Ахмед Тамим возглавлял ВСЦиРО. При его председательстве организации удалось добиться освобождения более 70 украинских пленных в зоне АТО.

## Международная деятельность
Муфтий Духовного управления мусульман Украины принимает участие в международных и региональных конференциях, проходящих как на Украине, так и в других странах, например в Турции, Египте, Саудовской Аравии, Иордании, Узбекистане, Малайзии, Азербайджане, Казахстане, Индонезии, Албании, Косово, Кыргызстане, Катаре, Таджикистане, ОАЭ, Пакистане, Индии, США, Марокко, Алжире, в других странах Европы. Шейх Ахмед Тамим участвует в авторитетном научном международном исламском форуме «Хасанийские чтения», которые проводятся под патронатом короля Марокко, является действительным членом Комиссии участников дебатов из докладов, звучащие на форуме. Шейх Ахмед Тамим известен также как эксперт по экстремистским течениям, выступающих под лозунгами ислама.

## Интересные факты
- Оппоненты шейха Ахмеда некоторое время распространяли фейк о его дружбе с Рамзаном Кадыровым. В своём интервью программе ЖВЛ на телеканале 1+1, Тамим говорит, что на самом деле, будучи в Азербайджане на конференции, встретился с Кадыровым, даже не зная, кто он и поздоровался. Фотография рукопожатия и стала поводом для раскручивания фейка о дружбе шейха с главой Чеченской Республики.
- Свободно владеет арабским, русским и английским языками.
- Любит национальные костюмы и даже сам их шьёт.
- Разработчик арабского шрифта для компьютера и принтера.
- Эксперт по экстремистским течениям, даже немногочисленным, которые выступают от имени Ислама.
- Отец 5 детей.
- Шейх Ахмед Тамим разработал схему по упрощению решения вопроса наследства, а также написал ряд статей по науке Единобожия.